# Günter Klann
Günter Klann (* 29. Juli 1942 in Wusterbarth, Pommern) ist ein deutscher Leichtathlet, der – für die DDR startend – bei den Europameisterschaften 1966 die Bronzemedaille mit der 4-mal-400-Meter-Staffel gewann (3:05,7 min, zusammen mit Jochen Both, Wilfried Weiland, und Michael Zerbes). Im 400-Meter-Lauf dieser Europameisterschaften schied er im Vorlauf aus.
Günter Klann startete für den ASK Potsdam. Seine beste Platzierung bei DDR-Meisterschaften war der zweite Platz 1967, daneben gewann er mit der Vereinsstaffel des ASK Potsdam mehrere Meistertitel. Seine Bestleistung von 46,2 s stellte Klann 1968 auf. In seiner aktiven Zeit war er 1,87 m groß und 83 kg schwer.